# Milavy
Milavy, Milava nebo Milavý je rybník ležící asi 1,5 km severně od Velké Turné v okrese Strakonice. Slouží k chovu ryb, ale i k rekreaci, na jeho březích se nachází několik kempů. Má rozlohu 51,8 ha a je napájen nátokovou stokou z Brložského potoka, kterou vybudoval Jakub Krčín z Jelčan a Sedlčan ve druhé polovině 16. století; voda odsud odtéká přes Babák a Mošťanu do Mísníčku. Na jeho břehu byl zaznamenán výskyt kriticky ohrožené protěže žlutobílé.